# Sesamia albicolor
Sesamia albicolor är en fjärilsart som beskrevs av Antonius Johannes Theodorus Janse 1940. Sesamia albicolor ingår i släktet Sesamia och familjen nattflyn. Inga underarter finns listade i Catalogue of Life.